# Hauptstraße C14
Die Hauptstraße C14 (englisch Main Road C14) erschließt den Südwesten von Namibia. Sie verläuft von der Südatlantikküste in Walvis Bay durch die Namib-Wüste und den Namib-Naukluft-Nationalpark, die Naukluft- und die Tirasberge, bis sie südlich von Bethanien in Goageb auf die Nationalstraße B4 stößt.
Die C14 besitzt mit Ausnahme einiger asphaltierter Abschnitte (wie zwischen Walvis Bay und dem Flughafen Walvis Bay) zumeist eine Kiestragschicht.

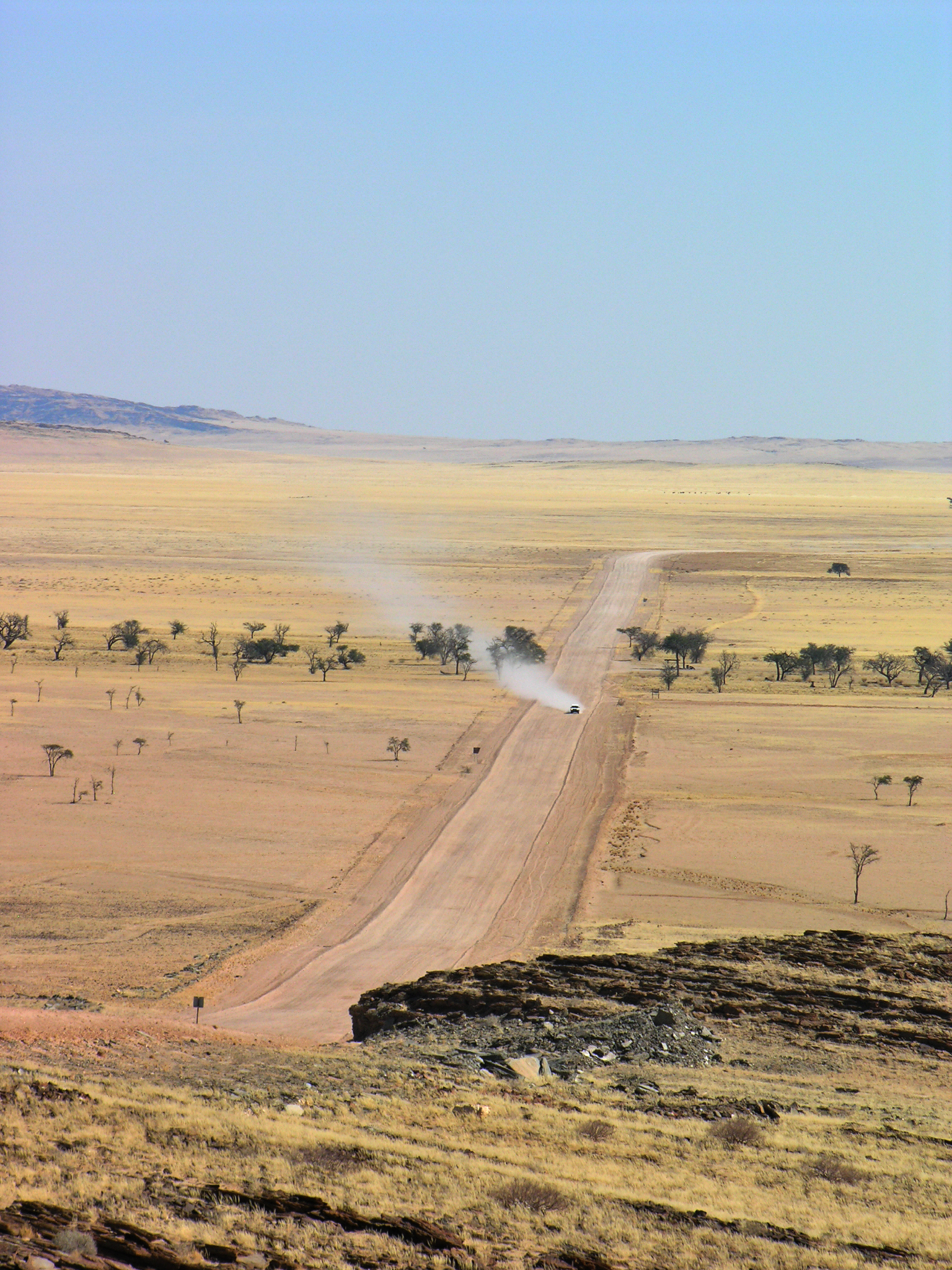
C14 östlich von Walvis Bay